# Quốc ca Cộng hòa Hồi giáo Iran
Quốc ca nước Cộng hòa Hồi giáo Iran (tiếng Ba Tư: سرود ملی جمهوری اسلامی ایران) được sáng tác với phần nhạc của Hassan Riyâhi, và phần lời được viết bởi Sâyed Bâqari. Bài này được chính quyền Iran thông qua làm quốc ca năm 1990, thay thế bài quốc ca được sử dụng trong thời gian Âyatollâh Khomeyni nắm quyền, "Pâyandeh Bâdâ Irân".

## Lịch sử
Quốc ca Iran được thông qua năm 1990, thay thế cho bài quốc ca sử dụng dưới thời Ayatollah Khomeini.

## Lời
| Lời tiếng Ba Tư | Chuyển ngữ Latinh | Phiên âm IPA |
| سر زد از افق مهر خاوران فروغ دیده‌ی حق‌باوران بهمن فر ایمان ماست پیامت ای امام، استقلال، آزادی، نقش جان ماست شهیدان، پیچیده در گوش زمان فریادتان پاینده مانی و جاودان جمهوری اسلامی ایران | Sar zad az ofoq mehre xâvarân, Foruqe dideye haq bâvarân. Bahman, farre Imâne mâst. Payâmat ey Emâm, esteqlâl, âzâdi, naqše jâne mâst. Šahidân, picide dar guše zamân faryâdetân. Pâyande mâni o jâvedân. Jomhuriye Eslâmiye Irân! | [sæɾ zæd æz o.ˈfoɢ ˈmeh.ɾe xɒː.væ.ˈɾɒːn ǀ] [fo.ˈɾuː.ɣe diː.ˈde.je hæɢ bɒː.væ.ˈɾɒːn ‖] [bæh.ˈmæn ǀ ˈfæ.re iː.ˈmɒː.ne mɒːstʰ ‖] [pʰæ.ˈjɒː.mætʰ ej e.ˈmɒːm ǀ es.tʰeɢ.ˈlɒːl ǀ ɒː.zɒː.ˈdiː ǀ ˈnæɢ.ʃe ˈd͡ʒɒː.ne mɒːstʰ ‖] [ʃæ.hiː.ˈdɒːn ǀ pʰiː.t͡ʃʰiː.ˈde dæɾ ˈɡuː.ʃe zæ.ˈmɒːn fæɾ.jɒː.de.ˈtʰɒːn ‖] [pʰɒː.jæn.ˈde mɒː.ˈniː(.j‿)o d͡ʒɒː.ve.ˈdɒːn ‖] [d͡ʒom.huː.ˈɾiː.je es.lɒː.ˈmiː.je iː.ˈɾɒːn ‖] |

Bản dịch tiếng Việt
Vừng trời Đông thức dậy, tỏa sáng trên đôi mắt
những ai tin vào công lý trên đất nước này
Bahman là đức tin và lòng trung thành của chúng ta.
Và thông điệp của Người, Imam hỡi, độc lập và tự do,
là lẽ sống của đời ta.
Ai ơi tử vì đạo! Linh hồn của người ấy sẽ sống mãi trong lịch sử nước nhà,
Vinh quang và trường tồn đến muôn đời sau
Cộng hòa Hồi giáo Iran!